# Bono Mihalović
Fra Bono Mihalović je bio glasoviti somborski ljetopisac iz reda franjevaca. Živio je u drugoj polovici 18. stoljeća. Zabilježen je kao voditelj procesije 9. rujna 1781. godine prigodom svečanosti blagoslova kapele Sniježne Gospe u Somboru, te da je tada držao propovijed na njemačkom i na hrvatskom jeziku. Sama kapela izgrađena je odlukom kalačkog prepošta Gabriela Glosera od rujna 1767. za vrijeme kanonskog pohoda; temelje je postavio bezdanski župnik i dekan bezdanskog dekanata Franjo Gašljević.
Kad se gradila somborska župna crkva, Bono Mihalović je među tamošnjim hrvatskim seljacima skupljao darove za propovjedaonicu na kojoj je umjetnik poslije radio cijelu godinu. 1779. je godine bila gotova. Rezultat je bila vjerojatno najljepša propovjedaonica u Bačkoj.
Dokumentirao je 1750. korizmene propovijedi u karmelićanskoj crkvi u Somboru, o kojima je zapisao da su spočetka bile samo na hrvatskom jeziku.
Iz Mihalovićevih se zapisa ima informacije kako se pojavila i raširila kuga u Somboru i cijeloj Bačkoj 1738. godine, o gradnji franjevačkog samostana u Somboru (De impositione primi lapidis pro Conventu Zomboriensis).
O kapelici sv. Franje koju su somborski su Hrvati imali još za vrijeme Turaka, a koja je bila izvan gradskih opkopa znamo iz Mihalovićeva De antiquis Ecclesiis huius oppidi. Iz naslova Incole huius oppidi Mihalovićeva ljetopisa dolazimo do podatka je u ono vrijeme rimokatolika u Somboru bila jedna trećina, a pravoslavci ostatak. Njegov ljetopis zabilježio je da su franjevci od 1717. do 1719. godine podigli župnu crkvu na mjestu gdje se danas nalazi župni dom, dok pod De statu antiquo zabilježio je da je na trgu ispred te crkve bio izvor najčišće vode u gradu. Za pravoslavnu je crkvu pod De Moscheis Turcicis, vulgo Gjamie zabilježio da je džamija koju su pravoslavni pregradili u crkvu.
Zabilježio je u Oppidum prvilegiatum Zombor in Liberam ac Regiam Civitatem promuilgatur, ac installatur Anno Dni 1749., Extractus Protocolli Conventus L. R. Civitatis Zomboriensis P. P. Ordinis Minorum Observatiae Provintiae olim Bosnae Argentiane s. Crucis nunc vero Divi Iaonis a Capistrano ab Anno 1717 useque ad Annum 1787. kako Sombor zbog velikih postojećih dugova nije mogao si priskribiti dodatnih 800 forinta kojim bi dobio Apatin, Bezdan, Čonoplju, Doroslovo, Gakovo, Kruševlje, Kupusinu, Pačir, Sivac i Staru Moravicu.